# Torneig d'escacs Memorial Carl Schlechter
El Memorial Carl Schlechter (Carl-Schlechter-Gedenkturnier) és un torneig d'escacs de celebració irregular al llarg del temps, iniciat a la memòria del destacat mestre d'escacs austriac Carl Schlechter (1874–1918), que va morir com a resultat de les privacions que va patir immeditament després de l'acabament de la I Guerra Mundial.
S'han realitzat set edicions del Memorial a la ciutat nadiua de Schlechter, Viena. La primera, celebrada del 15 al 28 de novembre de 1923, va ser organitzada per dotze dels companys de Schlechter. El guanyador fou Savielly Tartakower, seguit de Richard Réti, Rudolf Spielmann, Ernst Grünfeld, Lajos Steiner, Albert Becker, Karel Opočenský, Sándor Takács, Siegfried Reginald Wolf, Felix Fischer, Julius von Paray i Theodor Gruber.

## Quadre d'honor
| # | Any  | Guanyador                                           |
| - | ---- | --------------------------------------------------- |
| 1 | 1923 | Savielly Tartakower, Polònia                        |
| 2 | 1947 | László Szabó, Hongria                               |
| 3 | 1949 | Jan Foltys, Txecoslovàquia · Stojan Puc, Iugoslàvia |
| 4 | 1951 | Moshe Czerniak, Israel                              |
| 5 | 1961 | Iuri Averbakh, Unió Soviètica                       |
| 6 | 1971 | Vlastimil Hort, Txecoslovàquia                      |
| 7 | 1996 | Ilia Balínov, Bulgària                              |